# Geert Antonio
Geert Antonio (Rumst, 27 augustus 1980) is een Belgisch politicus voor de N-VA.

## Levensloop
Hij doorliep zijn secundaire school aan het Scheppersinstituut te Mechelen. Vervolgens studeerde hij economie aan de Lessius Hogeschool. Professioneel is hij ondernemer van een bedrijf in ramen en deuren.
Bij de lokale verkiezingen van 2006 stond hij op de zesde plaats op de lokale kieslijst van het valentijnskartel CD&V-N-VA te Rumst. Hij behaalde 193 voorkeurstemmen, onvoldoende om rechtstreeks verkozen te worden, wel werd hij eerste opvolger. Bij de federale verkiezingen van 2007 stond hij op de 19e plaats op de kieslijst van het kartel CD&V-N-VA voor de Kamer van volksvertegenwoordigers in de kieskring Antwerpen. Hij behaalde 5.128 voorkeurstemmen, onvoldoende voor een mandaat.
Sinds 2007 was hij gemeenteraadslid. Na de lokale verkiezingen van 2012 werd hij aangesteld als schepen te Rumst. Hij behaalde als lijsttrekker op de N-VA-kieslijst 842 voorkeurstemmen. In januari 2016 volgde hij Wendy Weckhuysen (CD&V) op als burgemeester van deze gemeente. Hij bleef burgemeester tot eind 2018 en is sindsdien opnieuw schepen van Rumst.
Bij de Vlaamse verkiezingen van 2014 stond hij op de vijftiende plaats op de N-VA-kieslijst in de kieskring Antwerpen. Hij behaalde 6.779 voorkeurstemmen, onvoldoende om verkozen te worden.
In 2013 en 2014 cumuleerde hij acht mandaten, waarvan de helft bezoldigd.
Ook zijn vader, Roger Antonio, is politiek actief. Bij de lokale verkiezingen van 2012 was hij lijstduwer op de N-VA-kieslijst te Rumst.